# Real del Bosque
Real del Bosque är en ort i Mexiko.   Den ligger i kommunen Corregidora och delstaten Querétaro Arteaga, i den centrala delen av landet, 180 km nordväst om huvudstaden Mexico City. Real del Bosque ligger 2 004 meter över havet och antalet invånare är 250.
Terrängen runt Real del Bosque är kuperad åt sydost, men åt nordväst är den platt. Runt Real del Bosque är det ganska tätbefolkat, med 104 invånare per kvadratkilometer. Närmaste större samhälle är Santiago de Querétaro, 8,9 km norr om Real del Bosque. Omgivningarna runt Real del Bosque är en mosaik av jordbruksmark och naturlig växtlighet.